# 마이크로소프트 트레인 시뮬레이터

마이크로소프트 트레인 시뮬레이터(Microsoft Train Simulator)는 2001년 7월에 쿠주 엔터테인먼트가 제작하고 마이크로소프트사가 발매한 게임이다. 다른 철도 시뮬레이션에 비해 사실성이 높다고 많이 평가를 받은 작품이기도 하다.
기본으로 제공되는 노선은 일본의 오다와라 선(오다큐 전철), 히사츠 선(JR 규슈), 미국의 Northeast Corridor(암트랙), 영국의 Settle-Carlisle Railway, 오스트리아의 오리엔탈특급이 있다. 하지만, 기본 노선으로도 부족한 면이 많아, 돈을 주고 구매하는 상용 노선도 있다.
현재 정식 CD 발매는 중지된 상태이다.